# Eberhard Lorenz
Eberhard Lorenz (* 16. August 1942 in Treffurt) ist ein ehemaliger deutscher Politiker (SPD).

## Leben und Beruf
Nach der Oberrealschule absolvierte Lorenz in Ulm eine Ausbildung zum Elektromechaniker. Über den zweiten Bildungsweg qualifizierte er sich zum Dipl-Ing. (FH) Elektrotechnik-Nachrichtentechnik und war anschließend sieben Jahre als Entwicklungsingenieur tätig. Er schloss ein Zusatzstudium ab und lehrte ab 1972 als Berufsschullehrer. Lorenz ist verheiratet und hat ein Kind. In den frühen 1960er Jahren war er Mitbegründer des Ulmer Jazzkeller Sauschdall.

## Politik
Lorenz trat 1963 in die SPD ein. Von 1969 bis 1971 war er baden-württembergischer Landesvorsitzender der Jusos. Von 1971 bis 1989 war er Mitglied im Gemeinderat von Ulm und bis 1980 dort auch Vorsitzender der SPD-Fraktion. 1980 wurde Lorenz in den Landtag von Baden-Württemberg gewählt, dem er bis 2001 insgesamt fünf Legislaturperioden angehörte. 2001 trat er aus der SPD aus.